# Wallaceodoxa raja-ampat
Classification APG IV (2016)
Genre
Espèce
Wallaceodoxa raja-ampat est une espèce de palmiers (plantes de la famille des Arecaceae) originaire des Îles Raja Ampat au large de la Nouvelle-Guinée. C'est le seul représentant du genre monotypique Wallaceodoxa. Le nom de genre est donné en l'honneur du naturaliste anglais Alfred Russel Wallace (1823–1913).

## Description

### Classification
- Sous-famille des Arecoideae
  - Tribu des Areceae
    - Sous-tribu des Ptychospermatinae

Le genre Wallaceodoxa partage sa sous-tribu avec treize autres genres : Ptychosperma, Ponapea, Adonidia, Balaka, Veitchia, Carpentaria, Wodyetia, Drymophloeus, Normanbya, Brassiophoenix,  Ptychococcus,  Jailoloa et Manjekia.

### Caractéristiques du genre
Wallaceodoxa est un palmier en forme d'arbre, modérément robuste, solitaire, non renforcé. Il est monoïque (les fleurs sont unisexuées, mais un même pied porte les deux types de fleurs) et fleurit plusieurs fois (pléonanthe). Le tronc est droit, grossièrement fissuré, brun blanchâtre, les cicatrices des manchons foliaires sont peu visibles.

#### Feuilles
Les feuilles sont pennées, tombantes, la couronne forme un hémisphère. Les gaines foliaires sont Roehrig et une tige de couronne distincte. Les gaines sont adaxialement glabres, à l'exception de taches éparses d'indument floconneux blanc. Abaxialement, il y a un indument épais, blanc, laineux, tombant, qui se compose de fibres très fines et translucides avec une plus petite proportion de fibres brunes similaires. Entre les deux, il y a de nombreux gros poils tordus brun-noir. Le pétiole est long, élancé, sillonné adaxialement, arrondi abaxialement et recouvert d'un indument dense qui ressemble à celui des gaines foliaires. Le rachis est mince, arqué et forme un sillon sur la face supérieure et est arrondi abaxialement. L'indument est similaire à celui de la gaine foliaire, sauf que les poils tordus brun-noir sont plus nombreux. Les folioles sont disposées régulièrement, presque à l'opposé de l'alternance. Ils sont suspendus. Ils partent de la surface adaxiale du rachis, au bord du sillon. Ils forment un angle aigu et sont simplement pliés, avec une nervure centrale discrète. Ils sont verts, adaxialement plus pâles, abaxialement plus foncés et glauques et semblables à du papier. Les folioles basales sont linéaires à lancéolées ou légèrement sigmoïdes. Les astuces sont légèrement prémoratives. Les folioles médianes sont allongées, quelque peu lancéolées, les extrémités légèrement  prémorse. Les folioles apicales sont jumelées ou uniques, les pointes sont tronquées et inégales prémorses ou dentées.

#### Inflorescence
L'inflorescence se développe sous les feuilles (infrafoliaire), elle est protandrique et ramifiée jusqu'à trois fois (éventuellement jusqu'à quatre fois). Le pédoncule est long, plutôt plat et légèrement elliptique en coupe. Il est plus court que l'axe de l'inflorescence. Il est de couleur vert clair à crème avec un indument dense, brun clair à foncé. La bractée est chauve, lancéolée, à deux carènes, de couleur crème à vert clair. elle enferme complètement l'inflorescence, se déchire dans le sens de la longueur au fur et à mesure que l'inflorescence se déplie et tombe avant la floraison des fleurs mâles. La première bractée du pédoncule est chauve, allongée, de couleur crème à vert clair, avec des poils laineux denses dispersés à la surface. Les bractées restantes sont réduites à des fosses horizontales discrètes en forme de cicatrice. L'axe de l'inflorescence est vert clair à crème. La branche latérale la plus basale du premier ordre est relativement longue. Elle se ramifie sur certaines branches latérales du second ordre, puis sur les branches latérales fleuries (rameaux florifères). Les branches latérales de premier ordre sont très éloignées. Les rameaux florifères sont nombreuses, charnues, légèrement courbées près de la pointe et glabres. Les triades de fleurs sont étroitement alignées.

#### Fleurs
Les fleurs mâles sont petites à moyennes, allongées, en forme de balle dans le bourgeon et symétriques. La couleur est crème blanchâtre à blanc verdâtre. Les trois sépales sont libres, fortement imbriqués et arrondis. Les trois pétales sont soudés, reliés à la base, elliptiques avec une pointe légèrement arrondie. Ils sont épais et charnus, légèrement rayés. La couleur va du vert clair à la crème. Les étamines sont nombreuses (58 à 64), de longueur variable. Les filaments sont en forme d'alêne, beaucoup plus longs que les anthères et de couleur blanche à crème. Les anthères sont en forme de flèche, latérales et de couleur crème. Le pistillodium (pistil stérile) est plus court que les étamines, irrégulièrement ellipsoïdal, lobé et de couleur crème à brun foncé.
La fleur femelle est légèrement plus petite que les leurs mâles. Il est ellipsoïdal, vert clair à crème et a une cicatrice saillante à l'anthèse. Les trois sépales sont fortement imbriqués, carénés, arrondis et légèrement asymétriques. Ils sont épaissis à la base. Les trois pétales sont fortement imbriqués, elliptiques, légèrement striés. Les quelques staminodes sont discrets, membraneux, triangulaires et de couleur crème à brun clair. Le gynécée est ellipsoïdal, de couleur vert clair à crème. La cicatrice est en trois parties et blanche à l'anthèse. L'ovule est basal.

#### Fruit
Le fruit est ellipsoïdal, les restes noirs de stigmate et la couverture florale restent sur le fruit lorsqu'il est mûr. L'exocarpe est lisse, brillant et fin. Il est vert clair au début et vire au jaune, orange au rouge à maturité. Le mésocarpe est fibreux, charnu, muqueux et tannique. Les fibres sont délicates à grosses. L'endocarpe est entouré de tissu basique sclérifié (durcis). L'endocarpe lui-même est très mince, cartilagineux, de section transversale circulaire, sans creux ni angles. Il est de couleur paille et possède de nombreuses fibres plates adhérentes.
La graine est largement ellipsoïdale, sans fosses ni angles, en coupe transversale elle est ronde. L'ombilic (hile) est elliptique, allongé et s'étend de la base à l'extrémité de la graine. L'endosperme est profondément ruminé. L'embryon est basal et blanc.

### Caractéristiques de l'espèce
Wallaceodoxa raja-amput est un palmier solitaire avec un tronc atteignant 30 m de haut. Le diamètre du tronc est de 9 à 30 cm. Les entre-nœuds ont des cicatrices foliaires peu visibles. La couleur du tronc est brun blanchâtre. La couronne se compose de 11 à 19 feuilles. Les feuilles mesurent de 275 à 410 cm de long, pétiole compris. La gaine tubulaire de la feuille mesure 76-115 cm de long et 16-30 cm de large, se rétrécissant à 10 cm. La tige de la couronne mesure 100 à 150 cm de long. Le pétiole mesure 28 à 50 cm de long, 2,5 à 3,5 cm de large et 1 à 1,5 cm d'épaisseur à la base. Il y a 50 à 85 folioles de chaque côté du rachis. Les folioles basales mesurent 41-60 cm de long et 9,5-2,5 cm de large, celles du milieu mesurent 70-114 cm de long et 1 à 4,5 cm de large, les folioles apicales mesurent 32-40 cm de long et de 0,5 à 1,5 cm de large.
L'inflorescence mesure 50-100 cm de long et 75-80 cm de large à l'anthèse. Le pédoncule mesure 15-20 cm de long et 4-6 cm d'épaisseur. La première page mesure 50-60x7-12 cm, la première page est similaire. Il y a jusqu'à 27 branches latérales de premier ordre (y compris la rachilla terminale). Les rachilles sont nombreuses, de 11 à 18 cm de long, sur elles se trouvent 12 à 15 triades de fleurs par 5 cm de longueur de rachilla.
Les fleurs mâles mesurent 7-7,5x2,5-4 mm juste avant l'anthèse et sont de couleur crème blanchâtre à blanc verdâtre. Les trois sépales sont libres, de 3,2-3,5x2,5-3 mm. Les trois pétales sont reliés à la base, d'une taille de 6-6,3x3-3,5 mm. Les 58-64 étamines mesurent 3,5 à 5 mm de long. Les étamines mesurent 2,5-3x0,3-0,4 mm et sont blanches. Les anthères mesurent 2-2,5x0,5-0,75 mm.
Peu de temps avant l'anthèse, les fleurs femelles mesurent 5-6 par 3.5 à 4 mm et sont de couleur crème à vert clair. Les sépales mesurent 3,3-5x3,5-7 mm, les pétales sont vert clair et 5x6 mm. Les 5 à 7 étamines mesurent 0,4-1x0,2-0,3 mm. Le gynécée mesure 4-4,5x1,5 mm, y compris la cicatrice, et l'ovule environ 1,5x0,8 mm.
Le fruit mesure 17,5-20x10-12 mm, d'abord vert clair, puis devient jaune, orange et rouge à maturité. L'exocarpe mesure environ 1 mm d'épaisseur. La graine mesure 10-12x9-9,5 mm, l'embryon 1,5-2,75x1-1,75 mm.

## Répartition et statut de conservation

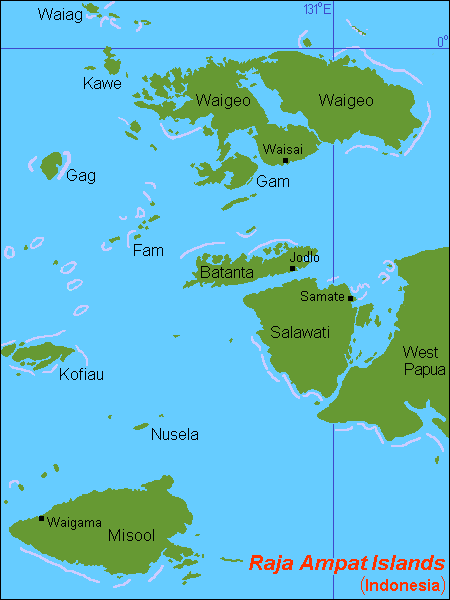
Carte des îles Raja Ampat. Wallaceodoxa raja-ampat apparaît sur Waigeo et Gag.

L'espèce n'est connue que dans deux îles du groupe d’îles Raja Ampat à l'ouest de la Nouvelle-Guinée : Waigeo et Gag. Ici, il pousse dans la forêt de plaine sur du calcaire jusqu'à 50 m au-dessus du niveau de la mer. Il a été trouvé principalement dans la forêt secondaire et la forêt gravement perturbée. L'occurrence dans les vieux jardins est considérée comme une occurrence relique. On le trouve souvent avec Areca macrocalyx, et diverses espèces de Calamus, Licuala et Heterospathe elata.
La population connue sur l'île de Gag a diminué entre 2006 et 2011, passant de 45 spécimens adultes, 32 spécimens juvéniles et 129 semis à 28 spécimens adultes et aucun juvénile ni semis. Les causes sont la déforestation par la population locale et l'expansion des plantations de cocotiers. 75 % de la superficie de Gag appartient à une exploitation de mine de nickel, le reste se compose en grande partie de plantations de cocotiers et de jardins. La sous-population de Waigeo n'est connue qu'en 2011. Un premier inventaire dans la ville de Waisai n'a montré que 5 adultes, 63 juvéniles et 378 plants sur 4 km². En raison du fait que l'espèce est limitée aux emplacements calcaires, seuls quelques spécimens supplémentaires sont attendus sur Waigeo. La population ici est menacée par la croissance de la ville de Waisai.
Wallaceodoxa raja-ampat a été classé comme étant en danger critique d'extinction par les premiers descripteurs en raison de la petite superficie, du déclin de la superficie, et de la petite taille de la population.

## Systématique
Le genre Wallaceodoxa est placé dans la famille des Arecaceae dans la sous-famille des Arecoideae, tribu des Areceae, sous-tribu des Ptychospermatinae.
La seule espèce du genre est Wallaceodoxa raja-amput.
Le groupe frère de Wallaceodoxa est le genre monotypique Adonidia.
Le genre est nommé d'après le naturaliste et explorateur anglais Alfred Russel Wallace. Il a visité l'île de Waigeo en 1860. La dénomination a eu lieu à la mémoire lors du centième anniversaire de sa mort en  Novembre 1913. Le suffixe -doxa vient du grec ancien, d'où le nom « En l'honneur de Wallace ».
L'espèce a été découverte par Charlie D. Heatubun en 2006. En raison de ses caractéristiques, il pourrait facilement être attribué à la sous-tribu Ptychospermatinae, mais à aucun des genres. Seule l'étude de génétique moléculaire d'Elodie Alapetite a pu montrer en 2014 que cette espèce et trois autres sont mieux décrites dans un genre monotypique. La première description des espèces et des genres a été faite en 2014 par Heatubun et Baker,.
Cette classification en tant que genre distinct a également été suivie par Dransfield et Baker en 2016 dans leur classification de la famille révisée des palmiers

## Utilisation
La structure du stipe est utilisée comme revêtement de sol. Les fruits sont mâchés comme substitut de la noix de bétel.